# 斯氏短鬚石首魚
斯氏短鬚石首魚為輻鰭魚綱鱸形目鱸亞目石首魚科的其中一種，分布東大西洋，從幾內亞至安哥拉海域，棲息深度15-100公尺，體長可達47公分，棲息在沿岸沙泥底質海域。